# Élections législatives tuvaluanes de 2010
Des élections législatives se sont tenues aux Tuvalu le 16 septembre 2010. Dans ce pays d'environ 12 000 habitants, avec 6 008 électeurs inscrits, il s'agissait d'élire les quinze députés du Fale i Fono (Assemblée nationale). Les Tuvalu sont un royaume du Commonwealth ; le premier ministre doit donc être un député issu de la majorité parlementaire. Il n'y a pas de partis politiques aux Tuvalu. Le Gouverneur général nomme donc premier ministre le député qui obtient le soutien d'une majorité de ses pairs.
Les Tuvalu sont divisés en huit circonscriptions électorales, correspondant aux huit atolls ou îles habités du pays. Chaque circonscription est représentée par deux députés, à l'exception de Nukulaelae, qui n'en élit qu'un seul.
Il y eut vingt-six candidats, dont les quinze députés sortants.

## Résultats

### Vue d'ensemble
Le premier ministre sortant, Apisai Ielemia, conserva son siège en tant que député de Vaitupu, obtenant plus de voix (597) que tout autre candidat dans le pays. Le speaker de l'Assemblée, Kamuta Latasi, fut réélu dans la capitale, Funafuti. Le vice-premier ministre sortant, Tavau Teii, fut battu à Niutao,.
Enele Sopoaga, ancien ambassadeur des Tuvalu auprès des Nations unies, se porta candidat à Nukufetau. En tant que diplomate, il avait été le porte-parole de son pays sur la scène internationale, alertant l'opinion mondiale sur les conséquences du changement climatique pour les Tuvalu. Il s'était notamment fait remarquer lors de la Conférence de Copenhague de 2009 sur le climat. En tant que Vice-Président de l'Alliance des Petits États Insulaires, il représentait par ailleurs tout un ensemble de pays. Considéré comme un « héros national » aux Tuvalu, il était donné favori dans sa circonscription, et un reporter de Radio Tuvalu suggéra qu'il pourrait même espérer briguer le poste de premier ministre,. Il remporta sa circonscription.
Au total, dix députés sortants furent réélus, et cinq furent battus.

### Élection du premier ministre par les députés
Apisai Ielemia ne fut pas candidat à sa propre succession en tant que premier ministre. Les deux candidats furent Maatia Toafa (ancien premier ministre de 2004 à 2006) et Kausea Natano. Le vote se tint à bulletins secrets. Maatia Toafa fut élu premier ministre, par huit voix contre sept.
Toafa nomma ensuite son Cabinet. Il nomma Enele Sopoaga ministre des Affaires étrangères, de l'Environnement et du Travail. Monise Laafai, un député élu pour la première fois, représentant la circonscription de Nanumaga, fut nommé ministre des Finances. Fauoa Maani, ancien journaliste et clerk du Parlement (à la tête de l'administration parlementaire), fut nommé ministre de la Santé.
Par ailleurs, Isaia Taeia, lui aussi nouveau député, fut choisi par ses pairs comme speaker du Parlement.

### Résultats par circonscription[3]
Funafuti
Kausea Natano: 436 voix: réélu
Kamuta Latasi: 302 voix: réélu
Samuelu Teo: 289 voix: battu
Nanumaga
Monise Lafai: 379 voix: élu
Falesa Pitoi: 296 voix: réélu
Otinielu Tausi: 230 voix: battu (député sortant)
Nanumea
Maatia Toafa: 531 voix: réélu
Willy Telavi: 443 voix: réélu
Amuia Tapeva: 434 voix: battu
Niutao
Fauoa Maani: 314 voix: élu
Vete Sakaio: 314 voix: élu
Tomu Sione: 235 voix: battu (député sortant)
Tavau Teii: 218 voix: battu (député sortant)
Iopu Iupasi: 200 voix: battu
Nui
Isaia Italeli: 263 voix: réélu
Taom Tanukale: 246 voix: élu
Seluka Seluka: 203 voix: battu (député sortant)
Leneuoti Maatusi: 159 voix: battu
Nukufetau
Enele Sopoaga: 490 voix: élu
Lotoala Metia: 399 voix: réélu
Elisala Piita: 322 voix: battu (député sortant)
Nukulaelae
Namoliki Sualiki: 148 voix: réélu
Vaefitu Paeniu: 117 voix: battu
Vaitupu
Apisai Ielemia: 597 voix: réélu
Taukelina Finikaso: 541 voix: réélu
Ionatana Peia: 403 voix: battu

### Changements en cours de législature
Le 24 décembre 2010, le gouvernement Toafa est destitué par une motion de censure parlementaire. Un nouveau gouvernement est formé par Willy Telavi.
Isaia Italeli, le ministre des Travaux publics, décède en janvier 2011. L'élection partielle à Nui le 24 août est remportée par sa veuve Penelike Isaia, qui devient la seconde femme dans l'histoire à être élue députée aux Tuvalu. Son élection permet au gouvernement Telavi de conserver une majorité d'un siège au Parlement.
Lotoala Metia, député de Nukufetau et ministre des Finances, décède le 21 décembre 2012. Dès lors, la 'majorité' gouvernementale et l'opposition disposent de sept sièges chacune. Le gouvernement ne convoque plus le Parlement pendant plusieurs mois, et retarde la tenue d'une élection partielle, par crainte de voir l'opposition remporter ce siège crucial. C'est ce qui advient lorsque l'élection se tient finalement le 28 juin 2013, et est remportée par le candidat d'opposition Elisala Pita. Ce changement provoque la destitution du gouvernement Telavi par le Parlement. Enele Sopoaga est élu Premier ministre par les députés le 4 août.
La démission de Taom Tanukale, député de Nui et ancien ministre de la Santé sous Willy Telavi, entraîne une élection partielle le 10 septembre 2013. Le nouveau député Leneuoti Maatusi se joint aux rangs de la majorité, consolidant le gouvernement Sopoaga.
Fin 2013, le siège du docteur Falesa Pitoi, député d'Opposition de Nanumaga, est déclaré vacant par le Gouverneur-général, Pitoi souffrant d'une longue maladie et étant incapable d'exercer ses fonctions. L'élection partielle qui se déroule le 14 janvier 2014 porte Otinielu Tausi au Parlement, comme député de la majorité.
Enfin, la démission de Willy Telavi lui-même, député de Nanumea, provoque le 19 septembre 2014 une élection partielle elle aussi favorable au gouvernement Sopoaga, avec l'élection de Satini Manuella.